# خيفود
الخَيْفود (الاسم العلمي:Eciton) هو جنس من النمل يتبع القبيلة الخيفوداوية من أسرة الخيفوداوات. أنواعه المعروفة سبعة منها خمسة باصرة ونوعان  كمهان لا يبصران، موطنها معظم الأقاليم الاستوائية  الاسيوية والأفريقية والأمريكية. أجسامها صغيرة. قوائمها مستطيلة. قرونها الاستشعارية متكسرة الدوقل. جنودها وحراسها مجهزة بمخاطم ضلعية مجنحة الأطراف  الذربة. وهي أكبر قدًا من عمالها، حياتها لا تختلف عن غيرها من النمل الأ أنها لا تستكن في قرى معينة لانها جوالة تجوب الغابات في طلب القوت. والأنواع الكهمة كذلك لا تستقر في مواقع معينة. عديد الزبية يتجاوز المليون وقد يبلغ ثلاثة ملايين عند بعض الأنواع الأفريقية. يقال  أنها لا تعف عن كل حيوان يعترض طريقها أن كان صغيرًا أو كبيرًا وأنها تلتهم كل ما تصادف من مواد نباتية وعضوية مخزولة وغير مخزولة.

## أنواع الخيفود
- خيفود بورشالي
- خيفود منجلي
- خيفود حلو
- خيفود معقوف
- خيفود جنسوني
- خيفود كهفي
- خيفود مكسيكي
- خيفود رباعي القشرة
- خيفود خاطف
- خيفود مشعر البطن
- خيفود شصي الشكل
- خيفود حائر